# Iamamiwhoami
iamamiwhoami — електронний музичний та мультимедійний проєкт на чолі зі шведською співачкою та авторкою пісень Йонною Лі (Jonna Lee). Відео проєкту було реалізовано на їхньому YouTube-каналі. Перший кліп з'явився 4 грудня 2009 року.
Станом на сьогодні до спадщини проєкту належать три серії музичних відео та повнометражне концертне відео. 4 грудня 2010 в річницю публікації першого відео, mp3 In Concert було завантажено на Amazon, Spotify та iTunes.
iamamiwhoami вирізняються не лише випуском своїх мультимедійних проєктів, а й використанням соціальних технологій (YouTube) та феноменів (viral videos, crowdsourcing) для поширення своєї музики та відео.

## Нагороди
- 2010 — Греммі: Innovator of the Year (Årets innovatör) — переможець
- 2011 — MTV O Music Awards: Innovative Artist — номінація